# Jerarquia aritmètica
En lògica matemàtica, la jerarquia aritmètica o jerarquia de Kleene és una classificació de conjunts de nombres naturals (i per extensió de qualsevol tipus d'elements que es codifiquin en nombres naturals) segons la complexitat de les fórmules que els defineixen. Els conjunts classificats s'anomenen aritmètics.
La jerarquia aritmètica és important en la teoria de la recursió, en la teoria descriptiva de conjunts efectiva, i en l'estudi de teories formals (com per exemple l'aritmètica de Peano).
L'algorisme de Tarski-Kuratowski permet obtenir fàcilment una fita superior per a la classificació dels conjunts aritmètics.
La jerarquia hiperaritmètica i la jerarquia analítica són extensions de la jerarquia aritmètica que permeten classificar més conjunts.

## La jerarquia aritmètica per fórmules
La jerarquia aritmètica classifica en primer lloc les fórmules (sense paràmetres) del llenguatge de l'aritmètica de primer ordre. Les classes de fórmules es denoten {\displaystyle \Sigma _{n}^{0}} i {\displaystyle \Pi _{n}^{0}} per cada natural n.
Si una fórmula {\displaystyle \phi } és lògicament equivalent a una fórmula que només té quantificadors fitats aleshores {\displaystyle \phi } pertany a {\displaystyle \Sigma _{0}^{0}} i a {\displaystyle \Pi _{0}^{0}}.
Les classes {\displaystyle \Sigma _{n}^{0}} i {\displaystyle \Pi _{n}^{0}} es defineixen inductivament per cada nombre natural n de la següent manera:
- Si {\displaystyle \phi } és lògicament equivalent a una fórmula del tipus {\displaystyle \exists n_{1}\cdots \exists n_{k}\psi }, on {\displaystyle \psi } és {\displaystyle \Pi _{n}^{0}}, llavors {\displaystyle \phi } és {\displaystyle \Sigma _{n+1}^{0}}.
- Si {\displaystyle \phi } és lògicament equivalent a una fórmula del tipus {\displaystyle \forall n_{l}\cdots \forall n_{k}\psi }, on {\displaystyle \psi } és {\displaystyle \Sigma _{n}^{0}}, llavors {\displaystyle \phi } és {\displaystyle \Pi _{n+1}^{0}}.

Com que tota fórmula és equivalent a una fórmula en forma normal prennexa, tota fórmula pertany a alguna classe de la jerarquia. D'altra banda, com que a tota fórmula se li poden afegir quantificadors banals (és a dir, que no lliguin cap variable lliure), si una fórmula pertany a {\displaystyle \Sigma _{n}^{0}} o a {\displaystyle \Pi _{n}^{0}}, també pertany a {\displaystyle \Sigma _{m}^{0}} o a {\displaystyle \Pi _{m}^{0}} per cada m més gran que n. Ara bé, la classe més significativa per cada fórmula és la que té el mínim índex n.

## La jerarquia aritmètica per conjunts de nombres naturals
Diem que un conjunt X de nombres naturals és definible per una fórmula φ(n) del llenguatge de l'aritmètica de Peano si {\displaystyle n\in X\leftrightarrow \mathbb {N} \models \phi (n)}, és a dir, si els elements de X són exactament els nombres que verifiquen φ. Un conjunt és definible en l'aritmètica de primer ordre si és definible per alguna fórmula del llenguatge de l'aritmètica de Peano.
A cada conjunt X de nombres naturals definible en l'aritmètica de primer ordre es classifica en una classe {\displaystyle \Sigma _{n}^{0}}, {\displaystyle \Pi _{n}^{0}}, o {\displaystyle \Delta _{n}^{0}}, per algun {\displaystyle n} natural de la manera següent. Si X és definible per una fórmula {\displaystyle \Sigma _{n}^{0}}, llavors {\displaystyle X} pertany a {\displaystyle \Sigma _{n}^{0}}. Si X és definible per una fórmula {\displaystyle \Pi _{n}^{0}}, llavors {\displaystyle X} pertany a {\displaystyle \Pi _{n}^{0}}. Si {\displaystyle X} pertany a la vegada a {\displaystyle \Sigma _{n}^{0}} i a {\displaystyle \Pi _{n}^{0}}, llavors pertany a {\displaystyle \Delta _{n}^{0}}.
Observem que no tindria gaire sentit parlar de fórmules {\displaystyle \Delta _{n}^{0}} car el primer quantificador d'una fórmula prennexa és universal o bé existencial. Per tant, no diem que un conjunt de {\displaystyle \Delta _{n}^{0}} és definible per una fórmula {\displaystyle \Delta _{n}^{0}}, sinó que és definible per una fórmula {\displaystyle \Sigma _{n}^{0}} i per una fórmula {\displaystyle \Pi _{n}^{0}}. Fixem-nos que els conjunts de {\displaystyle \Delta _{n}^{0}} són exactament els conjunts recursius.
De manera anàloga es pot fer una classificació de conjunts de k-tuples de naturals. Simplement en lloc d'usar fórmules amb una variable lliure cal usar fórmules amb k variables lliures.

## Jerarquies aritmètiques relativitzades
De la mateixa manera que es pot definir que un conjunt X sigui recursiu relativament a un altre conjunt Y tot permetent que la computació de X consulti Y com a oracle, podem estendre aquesta noció a tota la jerarquia aritmètica i definir què significa que un conjunt X sigui {\displaystyle \Sigma _{n}^{0}}, {\displaystyle \Delta _{n}^{0}} o {\displaystyle \Pi _{n}^{0}} relativament a Y, i ho denotem respectivament amb {\displaystyle \Sigma _{n}^{0,Y}} {\displaystyle \Delta _{n}^{0,Y}} i {\displaystyle \Pi _{n}^{0,Y}}. A tal efecte fixem un conjunt de naturals Y i afegim al llenguatge un predicate unari per a la pertinença a Y. Diem que X és a {\displaystyle \Sigma _{n}^{0,Y}} si és definible per una fórmula {\displaystyle \Sigma _{n}^{0}} d'aquest llenguatge expandit. Per dir-ho més intuïtivament, X és {\displaystyle \Sigma _{n}^{0,Y}} si és definible per una fórmula {\displaystyle \Sigma _{n}^{0}} que pot consultar Y. També podem veure els conjunts de {\displaystyle \Sigma _{n}^{0,Y}} com aquells que es construeixen a partir de conjunts recursius relativament a Y tot projectant-los i agafant complements fins a n vegades.
Per exemple, sigui Y un conjunt de naturals i sigui X el conjunt dels nombres divisibles per algun element de Y. Llavors X és definible per la fórmula {\displaystyle \phi (n)=\exists m\exists t(Y(m)\land m\times t=n)} i, per tant, X és a {\displaystyle \Sigma _{1}^{0,Y}} (de fet és a {\displaystyle \Delta _{0}^{0,Y}} ja que podríem fitar ambdós quantificadors per n).

## Reductibilitat aritmètica i graus
La reductibilitat aritmètica és una noció intermèdia entre la reductibilitat de Turing i la reductibilitat hiperarimètica.
Un conjunt és aritmètic (o aritmèticament definible) si és definible per alguna fórmula del llenguatge de l'aritmètica de Peano, és a dir, si pertany a {\displaystyle \Sigma _{n}^{0}} o a {\displaystyle \Pi _{n}^{0}} per algun natural n. Un conjunt X és aritmètic relativament a un altre conjunt Y, i es denota {\displaystyle X\leq _{A}Y}, si X és definible alguna fórmula del llenguatge de l'aritmètica de Peano expandit amb un predicat unari per a la pertinença a Y, és a dir, si X pertany a {\displaystyle \Sigma _{n}^{0,Y}} o a {\displaystyle \Pi _{n}^{0,Y}} per algun natural n. En aquest cas també es diu que X és aritmèticament reductible a Y.
La relació {\displaystyle \leq _{A}} és reflexiva i transitiva i, per tant, la seva simetrització {\displaystyle \equiv _{A}} definida així
{\displaystyle X\equiv _{A}Y\Leftrightarrow X\leq _{A}Y\land Y\leq _{A}X}
és una relació d'equivalència. Les classes d'equivalència d'aquesta relació són els graus aritmètics i tenen un ordre parcial induït per {\displaystyle \leq _{A}}.